# Кастелфранко Пиандиско
Кастелфра̀нко Пиандиско̀ (на италиански: Castelfranco Piandiscò) е община в централна Италия, провинция Арецо, регион Тоскана. Разположена е на 162 m надморска височина. Населението на общината е 15 777 души (към 2010 г.).
Общината е създадена в 1 януари 2014 г. Тя се състои от двете предшествуващи общини Кастелфранко ди Сопра и Пиан ди Ско, които сега са най-важните центрове на общината.